# Хан. Минден
Хан. Минден (њем. Hann. Münden) град је у њемачкој савезној држави Доња Саксонија. Једно је од 29 општинских средишта округа Гетинген. Према процјени из 2010. у граду је живјело 24.612 становника. Посједује регионалну шифру (AGS) 3152016.

## Географски и демографски подаци
Хан. Минден се налази у савезној држави Доња Саксонија у округу Гетинген. Град се налази на надморској висини од 123 метра. Површина општине износи 121,1 km². У самом граду је, према процјени из 2010. године, живјело 24.612 становника. Просјечна густина становништва износи 203 становника/km².

## Међународна сарадња
| Мјесто | Држава    | Врста сарадње | Од    |
| ------ | --------- | ------------- | ----- |
| Холон  | Израел    | партнерство   | 1988. |
|        | Пољска    | партнерство   | 2000. |
| Сирен  | Француска | партнерство   | 1959. |
| Саноа  | Француска | партнерство   | 1968. |
| Извор  |           |               |       |